# Horné Strháre
Horné Strháre jsou obec v okrese Veľký Krtíš v Banskobystrickém kraji na Slovensku. Leží na jižním úpatí Krupinské planiny přibližně 10 km severně od okresního města. Žije zde 254 obyvatel.
První písemná zmínka o obci pochází z roku 1243. V obci se nachází jednolodní evangelický kostel z roku 1791 a barokně klasicistní římskokatolický kostel Narození Panny Marie z konce 18. století.